# Reinhold Friedl (Musiker, 1964)
Reinhold Friedl (* 1964 in Baden-Baden) ist ein deutscher Komponist und Pianist. Er leitet das Ensemble Zeitkratzer, ein Ensemble der Improvisations- und Neuen Musik, und spielt dort das Piano.

## Alben
- Inside Piano
- Pierrot Lunaire
- Au défaut du silence
- Pech
- Anostalgia
- Mutanza
- Feuchtify
- Message Urgent
- Piano Inside-Out
- Music for Piano (Holotype Editions)
- Gwennaëlle Roulleau & Reinhold Friedl: strata & spheres (2024)